# March 761
 (novembre 2018).
Si vous disposez d'ouvrages ou d'articles de référence ou si vous connaissez des sites web de qualité traitant du thème abordé ici, merci de compléter l'article en donnant les références utiles à sa vérifiabilité et en les liant à la section « Notes et références ».
Chronologie des modèles (1976)
March 751 March 761B
La March 761 est une monoplace de Formule 1 ayant participé au championnat du monde de Formule 1 1976 avec deux pilotes : Ronnie Peterson et Hans-Joachim Stuck.

## Résultats en championnat du monde de Formule 1
| Saison | Écurie                          | Moteur           | Pneumatiques | Pilotes             | Courses | Courses | Courses | Courses | Courses | Courses | Courses | Courses | Courses | Courses | Courses | Courses | Courses | Courses | Courses | Courses | Courses | Points inscrits | Classement |
| Saison | Écurie                          | Moteur           | Pneumatiques | Pilotes             | 1       | 2       | 3       | 4       | 5       | 6       | 7       | 8       | 9       | 10      | 11      | 12      | 13      | 14      | 15      | 16      | 17      | Points inscrits | Classement |
| ------ | ------------------------------- | ---------------- | ------------ | ------------------- | ------- | ------- | ------- | ------- | ------- | ------- | ------- | ------- | ------- | ------- | ------- | ------- | ------- | ------- | ------- | ------- | ------- | --------------- | ---------- |
| 1976   | March Engineering               | Ford-Cosworth V8 | Goodyear     |                     | BRE     | AFS     | EUO     | ESP     | BEL     | MON     | SUE     | FRA     | GBR     | ALL     | AUT     | P-B     | ITA     | CAN     | EUE     | JPN     |         | 19              | 7e         |
| 1976   | March Engineering               | Ford-Cosworth V8 | Goodyear     | Ronnie Peterson     | Abd     | Abd     | 10e     | Abd     | Abd     | Abd     | 7e      | 19e     | Abd     | Abd     | 6e      | Abd     | 1er     | 9e      | Abd     | Abd     |         | 19              | 7e         |
| 1976   | March Engineering               | Ford-Cosworth V8 | Goodyear     | Hans-Joachim Stuck  | 4e      | 12e     | Abd     | Abd     | Abd     | 4e      | Abd     | 7e      | Abd     | Abd     | Abd     | Abd     | Abd     | Abd     | 5e      | Abd     |         | 19              | 7e         |
| 1977   | Williams Grand Prix Engineering | Ford-Cosworth V8 | Goodyear     |                     | ARG     | BRE     | AFS     | EUO     | ESP     | MON     | BEL     | SUE     | FRA     | GBR     | ALL     | AUT     | P-B     | ITA     | CAN     | EUE     | JPN     | 0               | Non engagé |
| 1977   | Williams Grand Prix Engineering | Ford-Cosworth V8 | Goodyear     | Patrick Nève        |         |         |         |         | 12e     |         | 10e     | 15e     | Nq      | 10e     | Nq      | 9e      | Nq      | 7e      | 18e     | Abd     |         | 0               | Non engagé |
| 1977   | RAM Racing/F&S Properties       | Ford-Cosworth V8 | Goodyear     | Bob Hayje           |         |         | Abd     |         | Nq      | Nq      | Nc      | Nq      |         |         |         |         | Nq      |         |         |         |         | 0               | Non engagé |
| 1977   | RAM Racing/F&S Properties       | Ford-Cosworth V8 | Goodyear     | Mikko Kozarowitzky  |         |         |         |         |         |         |         | Nq      |         | Npq     |         |         |         |         |         |         |         | 0               | Non engagé |
| 1977   | RAM Racing/F&S Properties       | Ford-Cosworth V8 | Goodyear     | Andy Sutcliffe      |         |         |         |         |         |         |         |         |         | Npq     |         |         |         |         |         |         |         | 0               | Non engagé |
| 1977   | RAM Racing/F&S Properties       | Ford-Cosworth V8 | Goodyear     | Michael Bleekemolen |         |         |         |         |         |         |         |         |         |         |         |         | Nq      |         |         |         |         | 0               | Non engagé |

Légende : ici 